# 百善镇 (濉溪县)
百善镇，是中华人民共和国安徽省淮北市濉溪县下辖的一个镇。
东魏时曾为白掸县。下辖的柳孜村在唐宋时，有通济渠流进。宋时为保静军临涣县柳孜镇。1990年代，经考古发掘柳孜运河遗址。

## 行政区划
百善镇下辖以下地区：
百善村、宋庙村、鲁店村、桥头村、柳孜村、王司村、黄新庄村、前营村、茶安村、道口村、叶浏湖村、青卫村、马乡村、张庄村、龙北村、龙桥村、龙沱村、郭屯村、丁楼村、苇菠村、闫集村、徐楼村、鲁店农场和土楼农场。